# Jawsh 685
Jawsh 685 (* 2002 oder 2003; bürgerlicher Name Joshua Christian Nanai), ebenfalls unter dem Pseudonym Joshua Stylah aktiv, ist ein neuseeländischer Musikproduzent aus Auckland. Er wurde über ein Tanzvideo auf dem Videoportal TikTok populär.

## Leben
Jawsh 685 ist das Pseudonym des Neuseeländers Joshua Christian Nanai, der im Jahr 2020 im Alter von 17 Jahren mit dem Lied Laxed (Siren Beat) bekannt wurde. Bereits im Sommer 2019 postete er das dazugehörige Video bei YouTube, jedoch zunächst nur mit mäßiger Resonanz. Erst als er im Mai 2020 einen 14-Sekunden-Clip über die Videoplattform TikTok hochlud, das ihn beim Tanzen zeigt, ging das Video viral. Unter den Hashtags #socialdisdancing und #laxedchallenge wurden Alternativvideos hochgeladen. Das ursprüngliche Ziel war, in Alltagskleidung zu tanzen, um das Video in traditioneller Tracht des jeweiligen Landes zu beenden, doch dieses Ziel verschwand aus den Videos und seitdem geht es eher um die Imitation des Tanzstils. Nachdem zunächst viele Privatpersonen Clips geteilt haben, folgten auch Promis wie der Fußballspieler Robert Lewandowski.
Einer der ersten Fans war der Popsänger Jason Derulo, der den Beat für seinen Song Savage Love verwendete, ohne den Neuseeländer als Urheber anzugeben. Derulo einigte sich später mit dem Künstler. Im Zuge des Erfolgs der Single unterschrieb Jawsh 685 einen Plattenvertrag bei Columbia Records.

## Diskografie
Singles

| Jahr | Titel Album                        | Höchstplatzierung, Gesamtwochen, AuszeichnungChartplatzierungen (Jahr, Titel, Album, Platzierungen, Wochen, Auszeichnungen, Anmerkungen) | Höchstplatzierung, Gesamtwochen, AuszeichnungChartplatzierungen (Jahr, Titel, Album, Platzierungen, Wochen, Auszeichnungen, Anmerkungen) | Höchstplatzierung, Gesamtwochen, AuszeichnungChartplatzierungen (Jahr, Titel, Album, Platzierungen, Wochen, Auszeichnungen, Anmerkungen) | Höchstplatzierung, Gesamtwochen, AuszeichnungChartplatzierungen (Jahr, Titel, Album, Platzierungen, Wochen, Auszeichnungen, Anmerkungen) | Höchstplatzierung, Gesamtwochen, AuszeichnungChartplatzierungen (Jahr, Titel, Album, Platzierungen, Wochen, Auszeichnungen, Anmerkungen) | Höchstplatzierung, Gesamtwochen, AuszeichnungChartplatzierungen (Jahr, Titel, Album, Platzierungen, Wochen, Auszeichnungen, Anmerkungen) | Höchstplatzierung, Gesamtwochen, AuszeichnungChartplatzierungen (Jahr, Titel, Album, Platzierungen, Wochen, Auszeichnungen, Anmerkungen) | Anmerkungen                                                                                  |
| Jahr | Titel Album                        | DE | AT | CH | UK | US | AU | NZ | Anmerkungen                                                                                  |
| ---- | ---------------------------------- | --- | --- | --- | --- | --- | --- | --- | -------------------------------------------------------------------------------------------- |
| 2020 | Savage Love (Laxed – Siren Beat) – | DE1 ×2Doppelplatin · (53 Wo.)DE | AT1 ×3Dreifachplatin · (58 Wo.)AT | CH1 ×2Doppelplatin · (55 Wo.)CH | UK1 ×2Doppelplatin · (33 Wo.)UK | US1 ×4Vierfachplatin · (31 Wo.)US | AU1 ×5Fünffachplatin · (35 Wo.)AU | NZ1 ×6Sechsfachplatin · (38 Wo.)NZ | Erstveröffentlichung: 11. Juni 2020 Verkäufe: + 8.573.333; mit Jason Derulo; Remix feat. BTS |
| 2020 | Sweet N Sour –                     | — | — | — | — | — | — | NZ8 Gold · (13 Wo.)NZ | Erstveröffentlichung: 2. September 2020 Verkäufe: + 15.000; feat. Lauv & Tyga                |

## Auszeichnungen für Musikverkäufe
| Goldene Schallplatte - Finnland - 2020: für die Single Savage Love (Laxed – Siren Beat) - Griechenland - 2021: für die Single Savage Love (Laxed – Siren Beat) - Südafrika - 2020: für die Single Savage Love (Laxed – Siren Beat) Platin-Schallplatte - Belgien - 2020: für die Single Savage Love (Laxed – Siren Beat) - Spanien - 2020: für die Single Savage Love (Laxed – Siren Beat) - Südkorea - 2022: für das Streaming Savage Love (Laxed – Siren Beat) - Malaysia - 2020: für die Single Savage Love (Laxed – Siren Beat) - Singapur - 2020: für die Single Savage Love (Laxed – Siren Beat) | 2× Platin-Schallplatte - Dänemark - 2022: für die Single Savage Love (Laxed – Siren Beat) - Irland - 2020: für die Single Savage Love (Laxed – Siren Beat) - Norwegen - 2020: für die Single Savage Love (Laxed – Siren Beat) - Portugal - 2021: für die Single Savage Love (Laxed – Siren Beat) - Schweden - 2020: für die Single Savage Love (Laxed – Siren Beat) 5× Goldene Schallplatte - Mexiko - 2023: für die Single Savage Love (Laxed – Siren Beat) | 3× Platin-Schallplatte - Italien - 2021: für die Single Savage Love (Laxed – Siren Beat) - Polen - 2021: für die Single Savage Love (Laxed – Siren Beat) 4× Platin-Schallplatte - Kanada - 2020: für die Single Savage Love (Laxed – Siren Beat) Diamantene Schallplatte - Frankreich - 2021: für die Single Savage Love (Laxed – Siren Beat) |

Anmerkung: Auszeichnungen in Ländern aus den Charttabellen bzw. Chartboxen sind in ebendiesen zu finden.
| Land/RegionAuszeichnungen für Musikverkäufe (Land/Region, Auszeichnungen, Verkäufe, Quellen) | Gold     | Platin       | Diamant  | Verkäufe  | Quellen              |
| -------------------------------------------------------------------------------------------- | -------- | ------------ | -------- | --------- | -------------------- |
| Australien (ARIA)                                                                            | —        | 5× Platin5   | —        | 350.000   | aria.com.au          |
| Belgien (BRMA)                                                                               | —        | Platin1      | —        | 40.000    | ultratop.be          |
| Dänemark (IFPI)                                                                              | —        | 2× Platin2   | —        | 180.000   | ifpi.dk              |
| Deutschland (BVMI)                                                                           | —        | 2× Platin2   | —        | 800.000   | musikindustrie.de    |
| Finnland (IFPI)                                                                              | Gold1    | —            | —        | 20.000    | Einzelnachweise      |
| Frankreich (SNEP)                                                                            | —        | —            | Diamant1 | 333.333   | snepmusique.com      |
| Griechenland (IFPI)                                                                          | Gold1    | —            | —        | 10.000    | Einzelnachweise      |
| Irland (IRMA)                                                                                | —        | 2× Platin2   | —        | 30.000    | Einzelnachweise      |
| Italien (FIMI)                                                                               | —        | 3× Platin3   | —        | 210.000   | fimi.it              |
| Kanada (MC)                                                                                  | —        | 4× Platin4   | —        | 320.000   | musiccanada.com      |
| Malaysia (RIM)                                                                               | —        | Platin1      | —        | 30.000    | Einzelnachweise      |
| Mexiko (AMPROFON)                                                                            | Gold1    | 2× Platin2   | —        | 150.000   | amprofon.com.mx      |
| Neuseeland (RMNZ)                                                                            | Gold1    | 6× Platin6   | —        | 195.000   | radioscope.co.nz     |
| Norwegen (IFPI)                                                                              | —        | 2× Platin2   | —        | 120.000   | ifpi.no              |
| Österreich (IFPI)                                                                            | —        | 3× Platin3   | —        | 90.000    | ifpi.at              |
| Polen (ZPAV)                                                                                 | —        | 3× Platin3   | —        | 60.000    | olis.pl              |
| Portugal (AFP)                                                                               | —        | 2× Platin2   | —        | 20.000    | Einzelnachweise      |
| Schweden (IFPI)                                                                              | —        | 2× Platin2   | —        | 160.000   | sverigetopplistan.se |
| Schweiz (IFPI)                                                                               | —        | 2× Platin2   | —        | 40.000    | hitparade.ch         |
| Singapur (RIAS)                                                                              | —        | Platin1      | —        | 10.000    | Einzelnachweise      |
| Spanien (Promusicae)                                                                         | —        | Platin1      | —        | 40.000    | elportaldemusica.es  |
| Südafrika (RISA)                                                                             | Gold1    | —            | —        | 10.000    | Einzelnachweise      |
| Südkorea (KMCA)                                                                              | —        | Platin1      | —        | —         | circlechart.kr       |
| Vereinigte Staaten (RIAA)                                                                    | —        | 4× Platin4   | —        | 4.000.000 | riaa.com             |
| Vereinigtes Königreich (BPI)                                                                 | —        | 2× Platin2   | —        | 1.200.000 | bpi.co.uk            |
| Insgesamt                                                                                    | 5× Gold5 | 51× Platin51 | Diamant1 |           |                      |